# Санді-Веллі (Невада)
Санді-Веллі (англ. Sandy Valley) — переписна місцевість (CDP) в США, в окрузі Кларк штату Невада. Населення — 1663 особи (2020).

## Географія
Санді-Веллі розташоване за координатами 35°50′32″ пн. ш. 115°37′50″ зх. д. / 35.84222° пн. ш. 115.63056° зх. д. (35.842134, -115.630539).  За даними Бюро перепису населення США в 2010 році переписна місцевість мала площу 145,03 км², уся площа — суходіл.

## Демографія
Згідно з переписом 2010 року, у переписній місцевості мешкала 2051 особа в 808 домогосподарствах у складі 511 родини. Густота населення становила 14 особи/км².  Було 1024 помешкання (7/км²).
Расовий склад населення:
| - 84,9 % — білих - 1,7 % — азіатів - 0,9 % — корінних американців - 0,8 % — чорних або афроамериканців - 0,4 % — вихідців з тихоокеанських островів - 7,5 % — осіб інших рас |

До двох чи більше рас належало 3,8 %. Частка іспаномовних становила 15,0 % від усіх жителів.
За віковим діапазоном населення розподілялося таким чином: 21,5 % — особи молодші 18 років, 61,1 % — особи у віці 18—64 років, 17,4 % — особи у віці 65 років та старші. Медіана віку мешканця становила 47,1 року. На 100 осіб жіночої статі у переписній місцевості припадало 99,9 чоловіків;  на 100 жінок у віці від 18 років та старших — 104,2 чоловіків також старших 18 років.
Середній дохід на одне домашнє господарство  становив 55 957 доларів США (медіана — 39 072), а середній дохід на одну сім'ю — 66 986 доларів (медіана — 45 574). 
Цивільне працевлаштоване населення становило 508 осіб. Основні галузі зайнятості: роздрібна торгівля — 33,3 %, освіта, охорона здоров'я та соціальна допомога — 31,9 %, мистецтво, розваги та відпочинок — 21,7 %.